# Hohenlinden
Hohenlinden is een gemeente in de Duitse deelstaat Beieren, en maakt deel uit van het Landkreis Ebersberg.
Hohenlinden telt 3.251 inwoners.

## Geschiedenis
Bij Hohenlinden werd de Slag bij Hohenlinden uitgevochten op 3 december 1800.
Anzing ·
Aßling ·
Baiern ·
Bruck ·
Ebersberg ·
Egmating ·
Emmering ·
Forstinning ·
Frauenneuharting ·
Glonn ·
Grafing bei München ·
Hohenlinden ·
Kirchseeon ·
Markt Schwaben ·
Moosach ·
Oberpframmern ·
Pliening ·
Poing ·
Steinhöring ·
Vaterstetten ·
Zorneding